# Tiêu chuẩn xa lộ liên tiểu bang
Tiêu chuẩn xa lộ liên tiểu bang tại Hoa Kỳ do Hiệp hội Quan chức Giao thông và Xa lộ Tiểu bang Mỹ (AASHTO) định nghĩa trong tập sách hướng dẫn được xuất bản với tựa đề A Policy on Design Standards - Interstate System (tạm dịch: Một chính sách về Các chuẩn mực thiết kế - Hệ thống Xa lộ Liên tiểu bang). Đối với một xa lộ nào được xem xét là một xa lộ liên tiểu bang thì nó phải hội đủ tất cả các yêu cầu xây dựng này hoặc là được miễn trừ từ Cơ quan Quản trị Xa lộ Liên bang.

## Các chuẩn mực

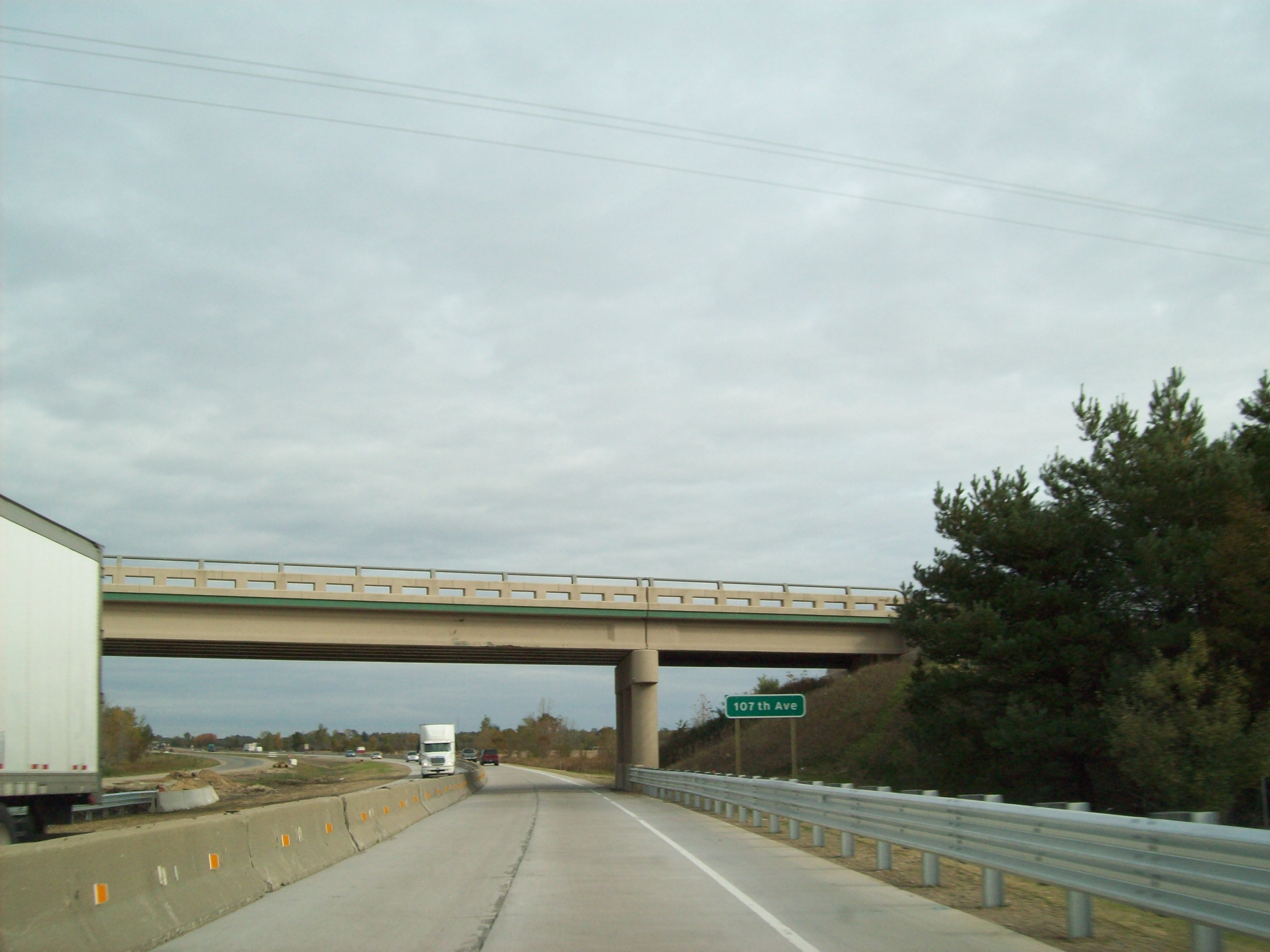
Một xa lộ liên tiểu bang đang được xây dựng với cả hai chiều xe cộ bị dời sang một bên đường

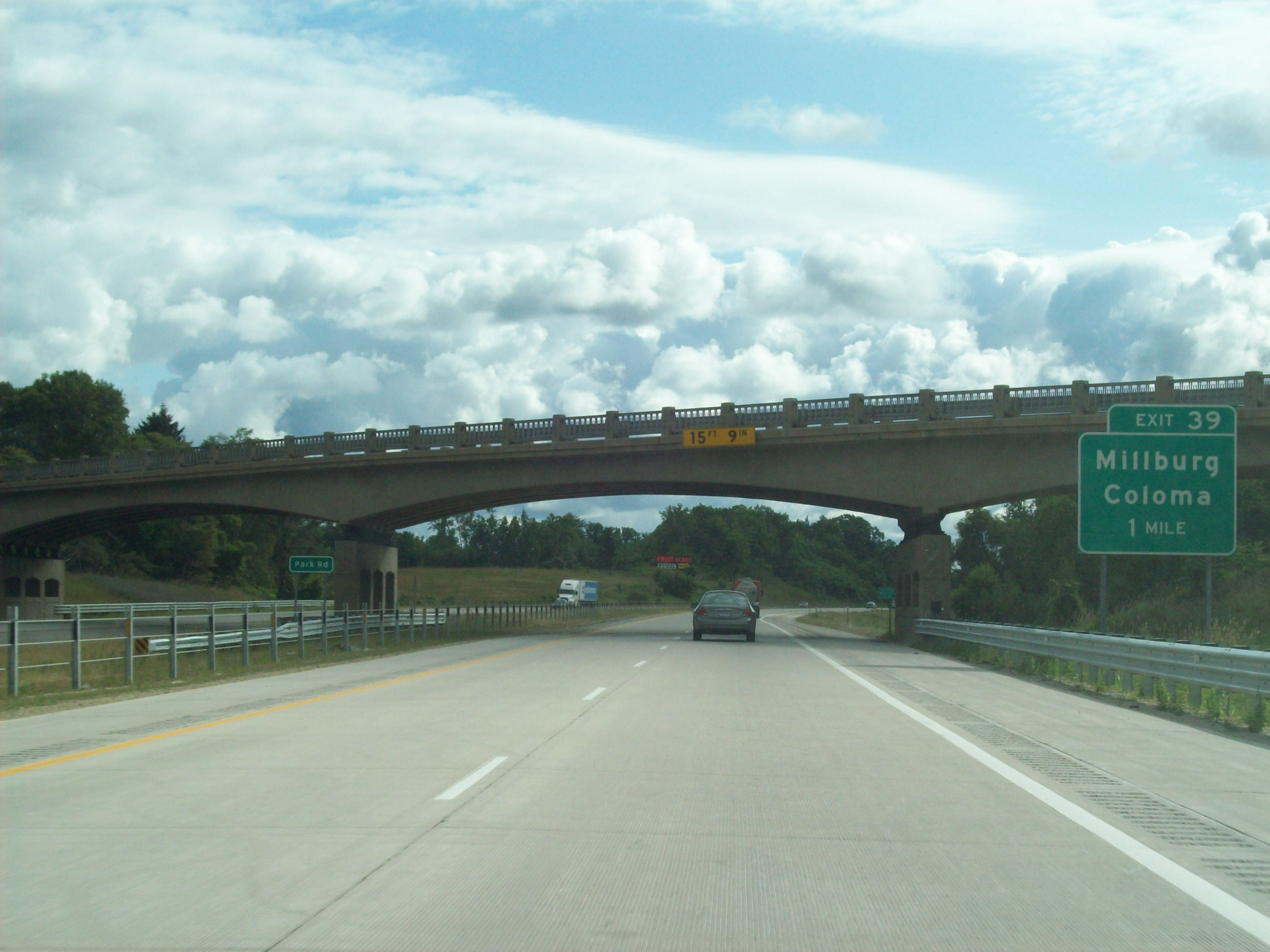
I-94 tại tiểu bang Michigan là thí dụ về biển dấu cầu vượt không phải nút giao thông được cắm tại dải phân cách, biển dấu lối ra kế tiếp nằm bên lề phải, biển dấu giới hạn chiều cao thông xe qua cầu vượt, dải phân cách bằng dây cáp mới gắn, và mặt đường có các đường gợn sóng nằm song song với các dải rung hai bên lề

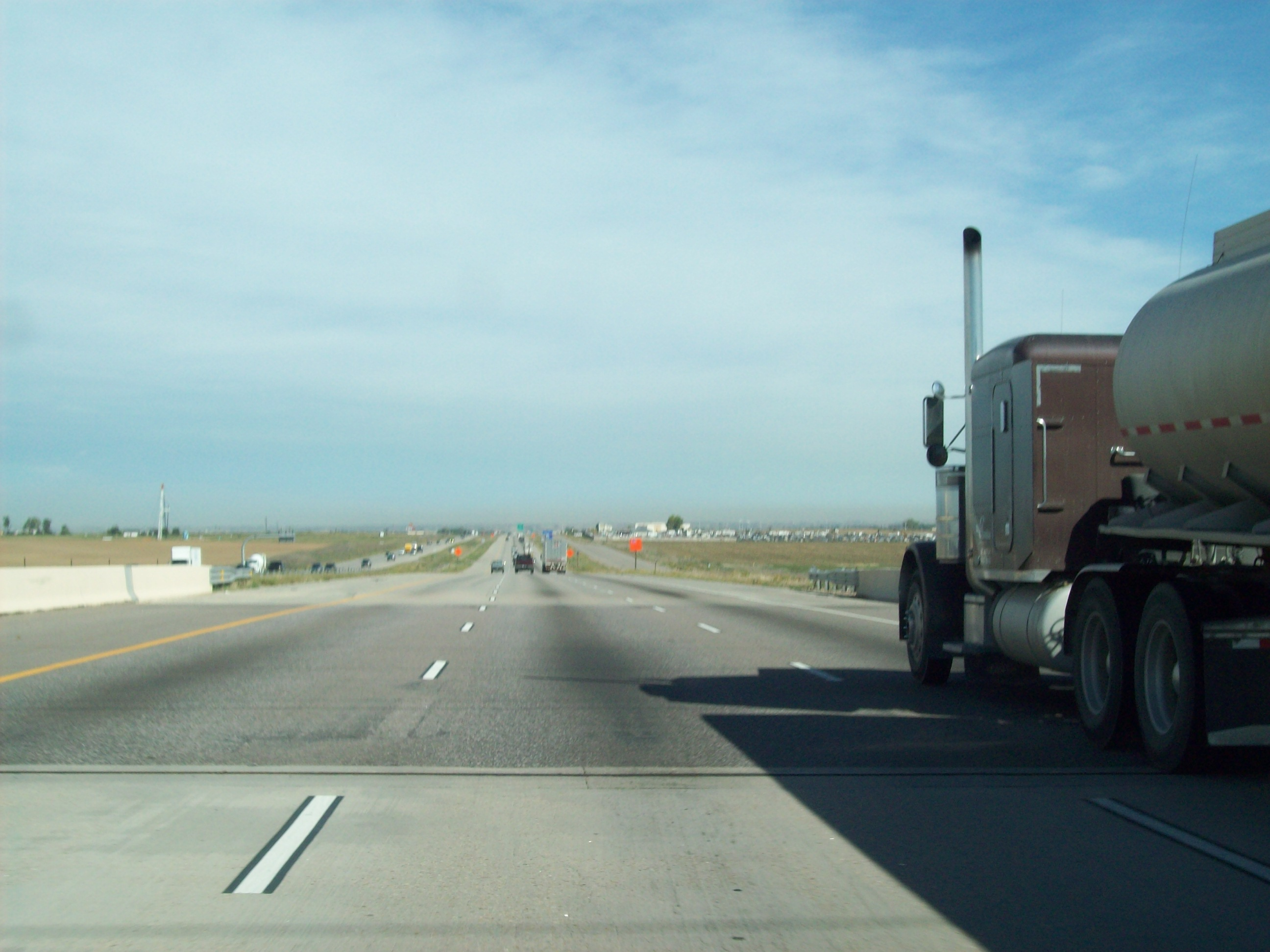
Một cây cầu xa lộ liên tiểu bang có lớp bề mặt trải nhựa

Tính đến tháng 7 nằm 2007, các chuẩn mực này là như sau:
- Lối ra vào có kiểm soát: tất cả các lối ra vào xa lộ phải được kiểm soát bằng nút giao thông khác mức (kể cả các đường sắt băng ngang). Các nút giao thông lập thể phải có đầy đủ các lối ra vào; các đường dẫn phải được lưu ý thiết kế với đúng tiêu chuẩn. Khoảng cách giữa các nút giao thông lập thể tối thiểu phải là 1 mi (1,6 km) trong khu vực đô thị và 3 mi (4,8 km) trong khu vực nông thôn; các xa lộ phức hợp có làn xe cao tốc và làn xe địa phương hay các cấu hình nào khác mà giảm bớt sự đan dệt chằn chịt có thể được sử dụng tại khu vực đô thị để cắt giảm quãng đường dài.
  - Kiểm soát lối ra vào (từ các bất động sản bên đường) nên mở rộng ít nhất 100 foot (30 m) tại khu vực đô thị và 300 foot (91 m) tại khu vực nông thôn ở mỗi chiều dọc theo giao lộ từ các đường đẫn.
- Tốc độ thiết kế tối thiểu: Tốc độ thiết kế tối thiểu là 75 mph (121 km/h) trong khu vực nông thôn với tốc độ 65 mph (105 km/h) có thể chấp nhận được tại khu vực địa hình chập trùng và thấp xuống đến 50 mph (80 km/h) tại khu vực đô thị và núi non. Tuy nhiên, tốc độ giới hạn thấp khoảng 40 mph (64 km/h) đôi khi gặp phải, thường thường tại các xa lộ cao tốc đã từng tồn tại trước đó và được đưa và sử dụng trong hệ thống.
  - Tầm nhìn xa, độ cong và độ nghiêng, theo hướng dẫn hiện tại của AASHTO có tựa đề A Policy on Geometric Design of Highways and Streets (một chính sách về Thiết kế Hình học cho Xa lộ và Đường phố), được sử dụng cho tốc độ thiết kế.
- Độ dốc tối đa: được quyết định bởi một bảng liệt kê chi tiết với mức lên đến 6% được cho phép tại các khu vực núi và khu vực đô thị có đồi.
- Số làn xe tối thiểu: ít nhất 2 làn xe mỗi chiều, và nhiều hơn nếu cần thiết đối với một tầm mức phục vụ chấp nhận được trong năm thiết kế, theo sách hướng dẫn hiện tại của AASHTO với tựa đề A Policy on Geometric Design of Highways and Streets (một chính sách về Thiết kế Hình học cho Xa lộ và Đường phố). Làn xe dành cho xe tải lên dốc và đường dẫn khẩn cấp dành cho xe tải bị tuột dốc nên được cung cấp nơi thích hợp.
- Chiều rộng làn xe tối thiểu: tối thiểu là 12 foot (3,66 m). Cũng là chiều rộng tối thiểu đối với các quốc lộ Hoa Kỳ và các xa lộ tiểu bang.
- Bề rộng lề đường: bề rộng tối thiểu cho lề đường phía ngoài có trải nhựa là 10 foot (3,05 m) và bề rộng cho lề đường phía trong là 4 foot (1,22 m). Với ba hoặc nhiều làn xe mỗi chiều thì lề đường có trải nhựa bên phía trong nên có bề rộng ít nhất 10 foot (3,05 m). Tại địa hình đồi núi, lề đường phía ngoài rộng 8 foot (2,44 m) và lề đường phía trong rộng 4 foot (1,22 m) là có thể chấp nhận được, trừ khi có ít nhất bốn làn xe mỗi chiều thì trường hợp này lề đường bên phía trong cũng nên rộng 8 foot (2,44 m).
- Độ nghiêng mặt đường: độ nghiêng cắt ngang mặt đường (tính từ giữa mặt lộ đến rìa lộ) ít nhất là 1,5% và tốt nhất là 2% để giúp nước dễ thoát ra trên các đoạn đường phẳng. Độ nghiêng mặt đường cần được gia tăng đến 2,5% trong các khu vực có mưa nhiều. Độ nghiêng cắt ngang của lề đường nên khoảng giữa 2% và 6% nhưng không nhỏ hơn độ nghiêng cắt ngang của các làn xe chính.
  - Mặt đất dốc bên trong vùng trống (clear zone: vùng trống là toàn bộ vùng nằm bên ngoài mặt lộ được xem là an toàn đối với xe cộ lở chạy ra khỏi mặt lộ) tối đa là 4:1 và tốt nhất là 6:1 hay bằng phẳng hơn. Rào cản nên được sử dụng cho mặt đất dốc từ 3:1 hay dốc hơn, theo như bản hướng dẫn hiện tại của AASHTO có tựa đề Roadside Design Guide (Hướng dẫn Thiết kế Lề đường).
- Bề rộng dải phân cách: tối thiểu là 36 foot (11 m) tại khu vực nông thôn và 10 foot (3,0 m) tại khu vực đô thị hay đồi núi. Để tránh các vụ tai nạn băng ngang dải phân cách, hàng rào bảo vệ hay bậc cản bằng bê tông nên được gắn tại dải phân cách theo hướng dẫn hiện thời của AASHTO có tựa đề Roadside Design Guide (Hướng dẫn Thiết kế Lề đường), tùy theo lưu lượng xe cộ, bề rộng dải phân cách và lịch sử về tai nạn tại khu vực.  Khi có thể, nơi dải phân cách mở giữa hai cầu bắt song song có chiều rộng nhỏ hơn 30 foot (9,14 m) thì nên được nâng lên cao; nếu không thì các bậc cản hay rào bảo vệ nên được gắn vào để ngăn xe cộ khỏi đi vào chỗ mở.  Hiện tại, các rào chắn dải phân cách bằng dây cáp đang được gắn trên các xa lộ liên tiểu bang bận rộn tại các khu vực nông thôn, không cần biết là dải phân cách rộng bao nhiêu.
- Khu vực tái kiểm soát (Recovery areas nơi mà người lái xe có thể giảm tốc độ và ngừng xe an toàn khi xe lở ra khỏi mặt lộ): Không vật cố định nào nằm trong khu vực trống và tái kiểm soát (clear recovery area), được quyết định bởi tốc độ thiết kế theo hướng dẫn hiện tại của AASHTO có tựa đề Roadside Design Guide (Hướng dẫn Thiết kế Lề đường). Nếu khu vực này không có sẵn thì bậc cản che chắn nên được sử dụng.
- Độ dốc bờ lề: bờ lề thẳng đứng bị cấm sử dụng. Bờ lề dốc phải nằm ở rìa của lề lộ có tráng nhựa, với chiều cao tối đa là 100 milimét (3,9 in). Sự kết hợp giữa bờ lề và rào bảo vệ không được khuyến khích sử dụng; trong trường hợp này, rào bảo vệ nên gần mặt đường hơn là bờ lề.
- Chiều cao thông lộ: chiều cao tối thiểu ở bên dưới các cấu trúc nằm trên cao (tính luôn lề đường trải nhựa) là 16 foot (4,88 m) tại khu vực nông thôn và 14 foot (4,27 m) tại khu vực đô thị. Nên chú ý đến việc bù trừ cho các lớp phụ của mặt đường. Các biển chỉ dẫn và cầu vượt bộ hành phải cao hơn mặt lộ ít nhất 17 foot (5,18 m).
- Chiều rộng thông lộ: phần còn lại của mặt lộ nằm bên dưới hay dọc theo một cây cầu phải được trải mặt hoàn toàn. Các cầu dài hơn 200 foot (61 m) có thể trải mặt ít hơn với ít nhất 4 foot (1,22 m) trên cả hai bên các làn xe chạy.
- Sức chịu đựng của cầu: các cầu mới phải có ít nhất sức tải MS 18 (HS-20). Các cầu yếu hơn nhưng có thể tiếp tục phục vụ đường lộ hơn 20 năm nữa vẫn được phép tồn tại.
  - Ngoài ra, các cầu hiện có vẫn có thể được giữ lại nếu chúng có các làn xe rộng ít nhất 12 ft (3,66 mét) với lề lộ phía ngoài rộng 10 ft (3,05 mét) và lề lộ phía trong rộng 3,5 ft (1,07 mét). Các cầu dài phải có bề rộng ít nhất 3,5 ft (1,07 m) trên mỗi bên của các làn xe lưu thông; hàng rào cầu nên được nâng cấp lên chuẩn mực hiện nay nếu cần thiết.
- Độ thông đường hầm: theo lý thuyết, các đường hầm tương ứng với các cầu vượt dài, nhưng vì tổn phí nên các chuẩn mực có thể được giảm bớt. Chiều cao thông lộ của đường hầm cũng giống như dưới các cầu. Chiều rộng đường hầm ít nhất phải là 44 ft (13,41 m), gồm có hai làn xe, mỗi làn xe rộng 12 ft (3,66 m), lề đường bên ngoài rộng 10 ft (3,05 m) và lề đường bên trong rộng 5 ft (1,52 m), và đường đi bộ an toàn rộng 2,5 ft (0,76 m) cho mỗi bên.

## Các ngoại lệ

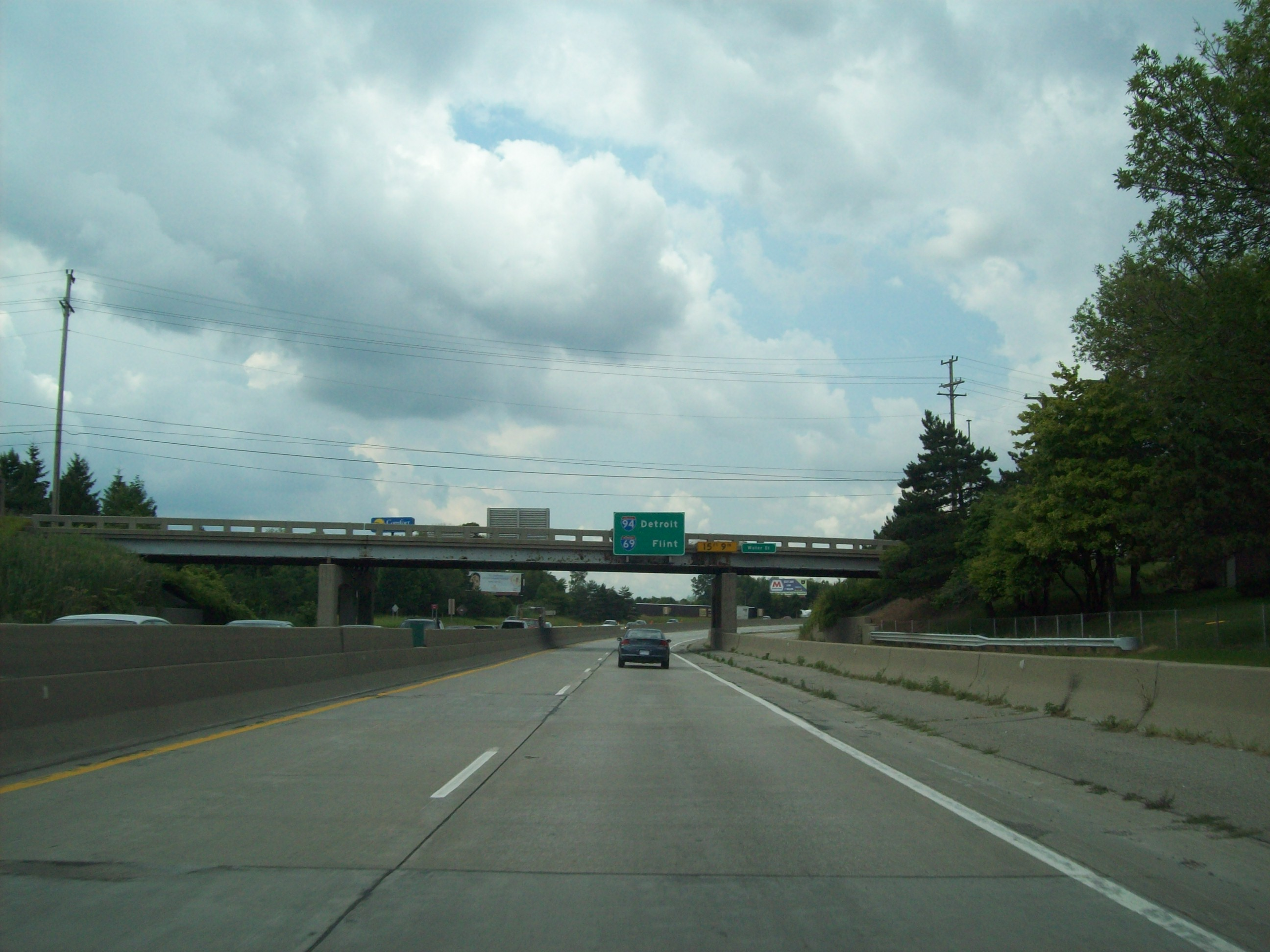
Một đoạn đường củ và hẹp, đáng bậc "ông nội" thuộc I-94/I-69 sau khi đi vào tiểu bang Michigan từ thành phố Sarnia, Ontario, tuy nó đang được tái xây dựng theo các chuẩn mực hiện đại.

Các chuẩn mực đã được thay đổi theo thời gian khiến cho nhiều xa lộ liên tiểu bang củ hơn không còn hội đủ các chuẩn mực hiện tại nữa.  Tuy nhiên cũng có  các xa lộ liên tiểu bang khác chưa được xây dựng theo chuẩn mực hiện tại vì làm như vậy sẽ rất tốn kém và ảnh hưởng đến môi trường.

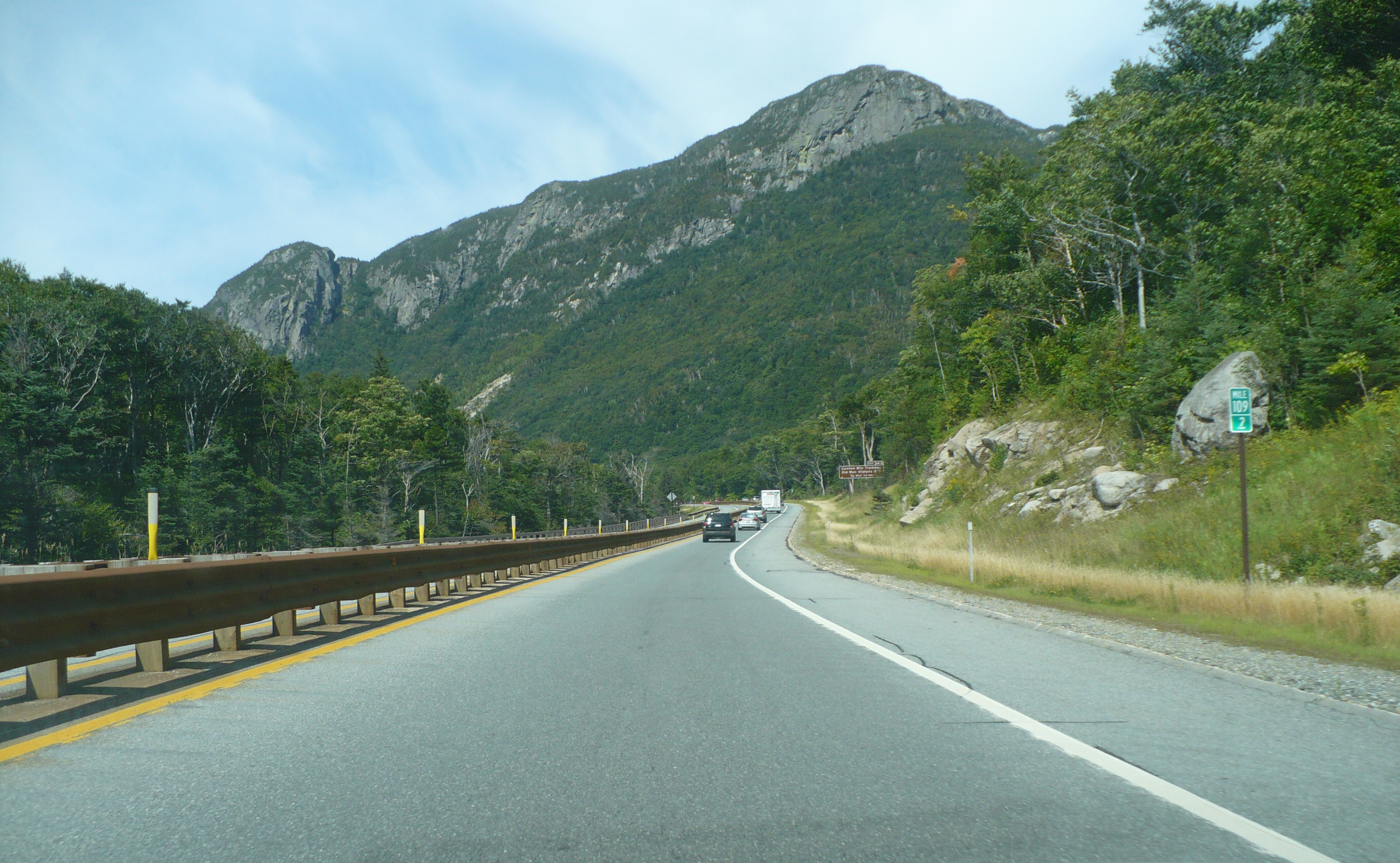
Đoạn Xa lộ Liên tiểu bang 93 đi qua Đèo Franconia thuộc tiểu bang New Hampshire chỉ có một làn xe mỗi chiều

Một số con đường đáng bậc "ông nội" được đưa vào hệ thống. Đa số chúng từng là các xa lộ thu phí được xây dựng trước khi Hệ thống Xa lộ Liên tiểu bang ra đời hoặc đang được xây dựng vào lúc tổng thống Dwight D. Eisenhower ký Đạo luật Liên bang Tài trợ Xa lộ năm 1956. Thí dụ nổi bật nhất là Xa lộ thu phí Pennsylvania, ban đầu có một dải phân cách rất hẹp mà về sau cần được gắn thêm bờ cản bằng bê tông vì lượng xe cộ đông đúc.
Xa lộ Liên tiểu bang 93 đi qua Đèo Franconia, tiểu bang New Hampshire cũng là một ngoại lệ đáng nói. Tại đoạn này, nó chỉ là một xa lộ công viên, có một làn xe mỗi chiều, với tốc độ giới hạn là 45 dặm một giờ.
Xa lộ Liên tiểu bang 35E đi qua thành phố Saint Paul, tiểu bang Minnesota là một thí dụ về một xa lộ cao tốc không phải thuộc hàng "ông nội" trong hệ thống nhưng cũng không hội đủ các chuẩn mực xa lộ liên tiểu bang. Xa lộ này chưa thông xe cho đến năm 1990, có tốc độ giới hạn là 45 dặm một giờ, và không cho phép xe cộ nặng trên 9.000 pound lưu thông trên đường. Lý do là có một số vụ thưa kiện của những chủ nhà giàu có quanh khu vực, khiến cho dự án xa lộ này bị trì hoãn và thiết kế có từ thời thập niên 1960 bị chỉnh sửa.
Xa lộ Liên tiểu bang 75 trên cầu Mackinac giữa St. Ignace và Mackinaw City, Michigan không có phân cách hai chiều xe cộ. Cầu được thiết kế trước khi Hệ thống Xa lộ Liên tiểu bang khởi sự. Nó được đưa vào sử dụng trong hệ thống.